# سینما قدس (تهران)
سینما قدس (نام پیشین: سینما پولیدور) از سینماهای تهران است. این سینما در سال ۱۳۴۶ افتتاح گردید. سینما قدس دارای درجه کیفی «ممتاز» و دارای یک سالن با ظرفیت ۳۶۰ نفر می‌باشد. این سینما در ضلع جنوب غربی میدان ولیعصر قرار دارد.
سینما قدس در زمستان ۱۳۹۲ پس از اتمام اکران فیلم جیب‌بر خیابان جنوبی به مدت ۲ ماه تعطیل شد و شایعاتی در مورد تعطیلی کامل آن مطرح شد؛ ولی رامین نصیری مدیر سینما قدس که پیشتر نسبت به وضعیت فروش پایین سینما قدس و ضرردهی سینما و نیاز به کمک‌های دولتی هشدار داده بود، علت این وقفه در فعالیت سینما را مذاکره دربارهٔ حمایت از بازسازی این سینما و همچنین ارائه آثار پرفروش به سینما قدس عنوان کرد. سینما قدس نهایتاً در اسفند ۱۳۹۲ با اکران معراجی‌ها فعالیت خود را از سر گرفت و مدیر سینما از بازسازی و سه سالنه شدن آن از اردیبهشت ۱۳۹۳ با حمایت وزارت ارشاد خبر داد.

## نگارخانه

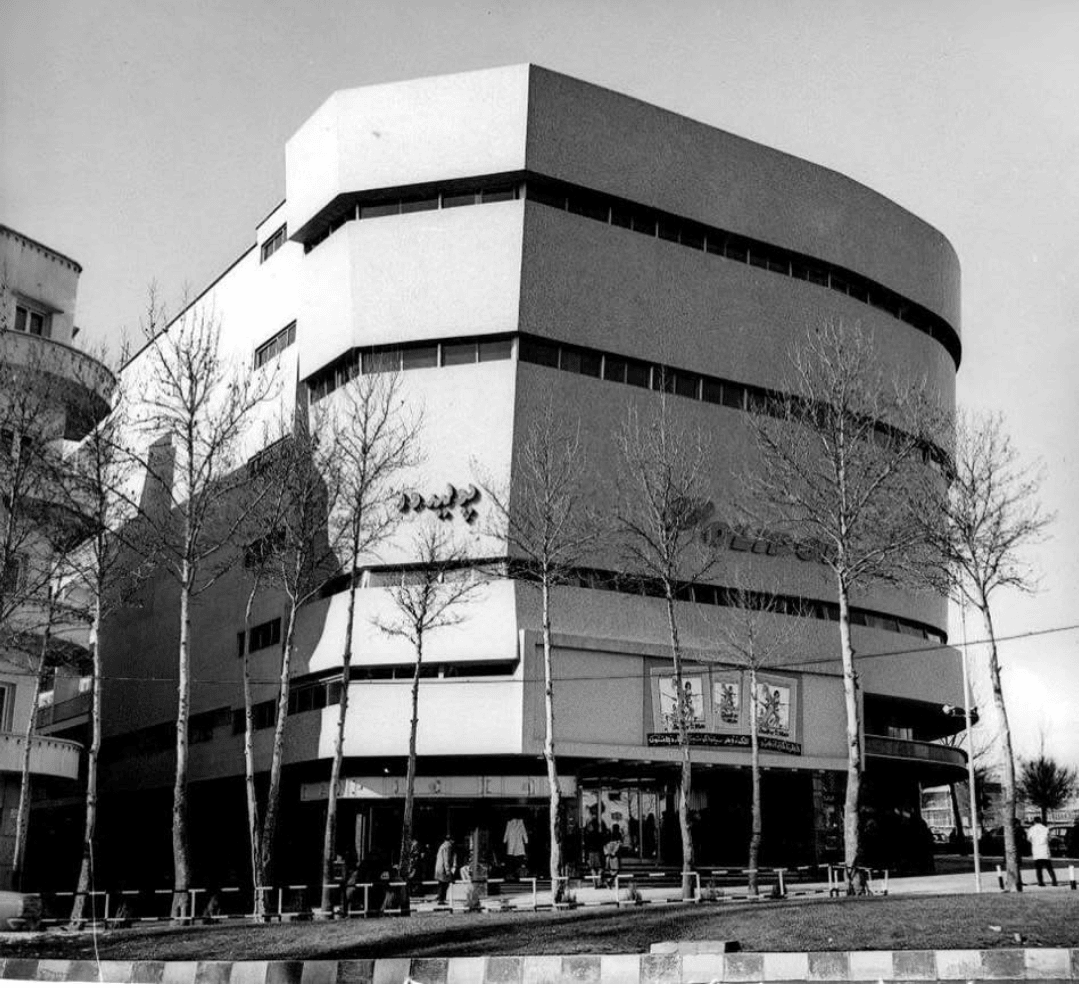
سینما پولیدور در دهه ۱۳۴۰
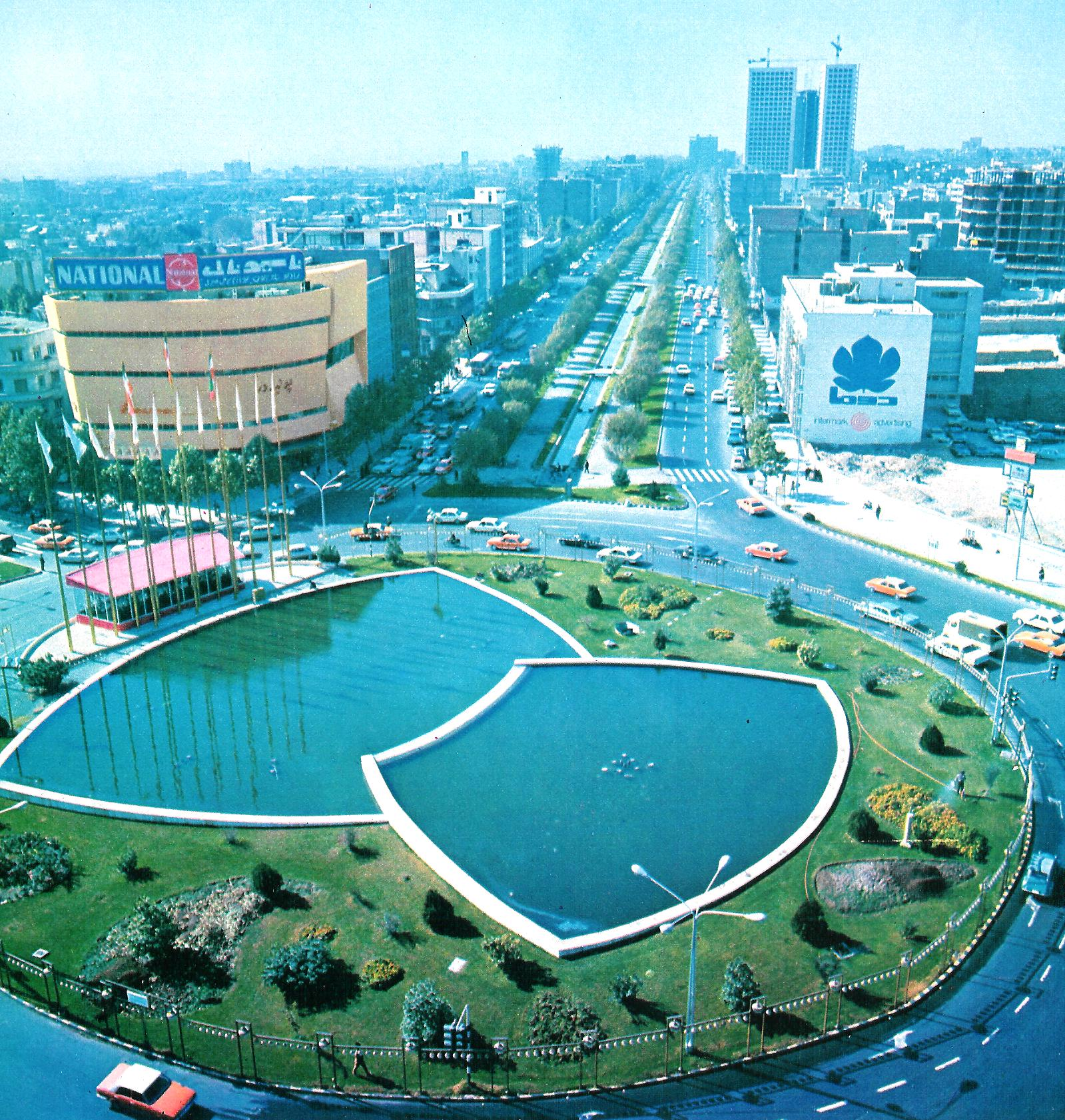
سینما قدس (پولیدور) در نبش میدان ولیعهد (سال ۱۳۵۶)
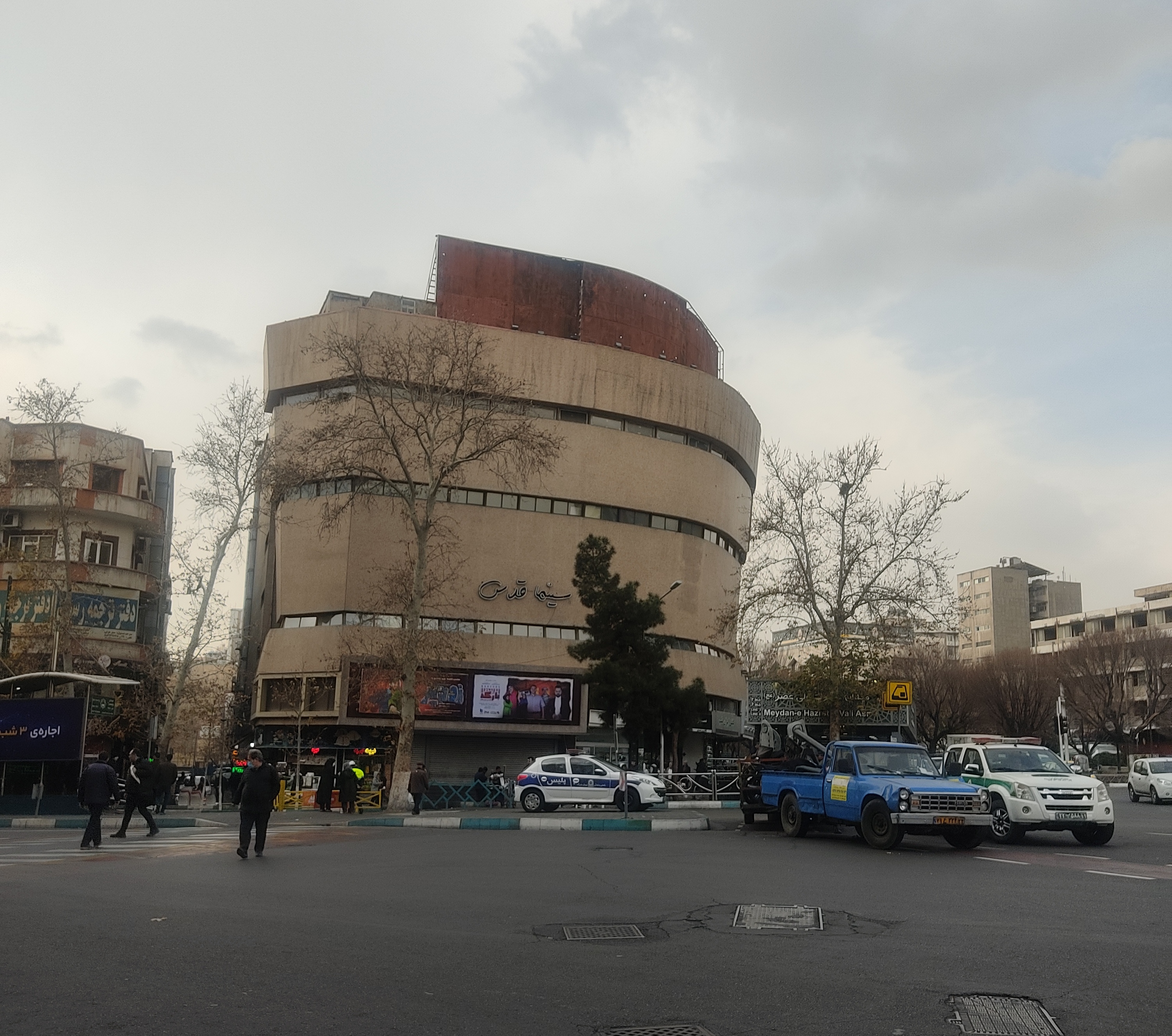